# Marta Ługowska
Marta Ługowska (ur. 30 kwietnia 1952 w Warszawie) – polska muzykolożka,  polonistka. Współautorka Encyklopedii Muzycznej PWM. Współtwórczyni I Społecznego Liceum Ogólnokształcącego „Bednarska” w Warszawie.

## Życiorys
Urodziła się 30 kwietnia 1952 w Warszawie. Ukończyła studia na Wydziale Polonistyki oraz Wydziale Muzykologii Uniwersytetu Warszawskiego. Pracowała jako dziennikarka muzyczna w czasopiśmie „Ruch Muzyczny”. Przeprowadziła wywiady z wieloma kompozytorami, m.in. Pawłem Szymańskim, Stefanem Kisielewskim. Jest współautorką Encyklopedii Muzycznej PWN i autorką tekstów muzykologicznych. Jest współautorką serii podręczników do gimnazjum pod nazwą Świat Człowieka. Program bloku humanistycznego dla gimnazjum Wydawnictwa Szkolnego PWN. Seria ta była wielokrotnie nagradzana, m.in. przez Ministra Edukacji Narodowej, a poszczególne części nominowane do nagrody Edukacja 2000 albo nagrodzone w konkursach Najpiękniejsze Książki Roku 1999, Edukacja XXI i Najpiękniejsza Książka Roku 2001. Jest jedną z założycielek I Społecznego Liceum Ogólnokształcącego „Bednarska” w Warszawie i była tam polonistką. Wypowiada się publicznie na temat edukacji.